# Benedek Pál (építőmérnök)
Benedek Pál (Mezőtúr, 1924. november 17. – Budapest, 2016. július 23.) Reitter Ferenc díjas magyar vízépítő mérnök, a Magyar Tudományos Akadémia doktora, a hazai települési szennyvíztisztítás egyik úttörője, a VITUKI Vízellátás és Csatornázási Főosztályának, majd később a Vízminőség-védelmi Intézetének vezetője, 2016-ban bekövetkezett haláláig a VITUKI Innosystem Kft. elnöke.

## Életpályája
1947-ben végzett építő mérnökként a József Nádor Műszaki és Gazdaságtudományi Egyetemen (a Budapesti Műszaki Egyetem jogelődjén). Egyetemi doktori címét 1970-ben, akadémiai nagydoktori címét 1983-ban szerezte meg.
Egyetemi tanulmányait követően, két évnyi vidéki földmérői munka  után, a frissen alakult Mélyépterv falai között kapcsolódott be a hazai víz- és szennyvíztisztítási feladatokat megalapozó munkákba. 1964-től 1984-es nyugdíjba vonulásáig a VITUKI Vízminőség-védelmi Főosztályát, illetve Vízminőség-védelmi Intézetét vezette. A VITUKI-s pályafutása során megteremtette a víz- és szennyvíztisztítási, tehát a víztechnológiai kutatás-fejlesztés alapjait. E feladatot támogatva létesült a pécsi szennyvíztisztító telep területén egy fél üzemi kísérleti berendezés, majd a 80-as években Balatonfüreden a kísérleti szennyvíztisztító telep.
A 60-as évek közepén a Balaton ugrásszerű eutrofizációja óriási kutatási kihívást jelentett a Főosztály számára. Dr. Benedek Pál vezetésével olyan kiváló szakemberek kapcsolódtak be ebbe a munkába, mint dr. Felföldy Lajos a szakma elismert biológusa, a fiatal vegyészmérnök, Literáthy Péter is. A 70-es évek kezdetén a VITUKI-ból kutató központ, a Főosztályból Vízminőség-védelmi Intézet lett. Dr. Benedek Pál vezetésével az évtizedet a magyarországi vízminőség szabályozás megalapozása és nemzetközi hírű kutatóhely kialakítása fémjelezte.
1989-ben alapította meg a VITUKI (VTK) Innosystem Kft-t, ahol, az 1984-es nyugdíjba vonulását követően a 2016-ban bekövetkezett haláláig a cég elnökeként dolgozott.

## Munkássága
Dr. Benedek Pál, az eleveniszapos szennyvíztisztítás hazai elterjesztésében nyújtott előremutató munkássága mellett a vízminőség-szabályozás tudományos alapjainak kidolgozásában is közreműködött. Egyik alapítója volt a Nemzetközi Vízminőség-szabályozási és Kutatási Szövetségnek (IAWPRC), a mai Nemzetközi Vízügyi Szövetségnek (IWA), amelynek haláláig tiszteletbeli tagja volt. Intézetvezetői utódja – Somlyódy László akadémikus - e szövetség elnöki tisztét is betöltötte. Az Intézet nagy nemzetközi elismerését fémjelezte, hogy az Egészségügyi Világszervezet (WHO) nagy horderejű kutatási feladatokkal bízta meg. Az Intézetben doktori témavezetője volt számos országból érkező kutatónak. Az 1970-es évek kezdetén az egyik kiterjedt kutatási program során (Sajó folyó vízminőség-védelmi program) az intézet vezetője elérte, hogy mintegy 40 fő kutató, tervező és gyártó WHO ösztöndíjjal a világ fejlett országaiban a vízellátás és a szennyvíztisztítás technológiai berendezéseit és újdonságait, tanulmányozhassa. A hazai fejlődés lehetőségét a megszerzett ismeretanyag és tapasztalat rendkívül felgyorsította. Számtalan szabadalom és újítás igazolta, hogy a befektetés mennyire sikeres volt.
Benedek Pál kimagasló szakmai eredményei mellett emberi nagyságát a munkatársaihoz való viszonya koronázta meg. Munkatársaival szigorú volt, kutató beosztottjaitól megkövetelte a doktori fokozat elérését, megkívánta a folyamatos publikálást. Számos egyetemi doktor, kandidátus, valamint MTA doktor és akadémikus szakmai munkáját segítette elő.
Tudása mindig naprakész volt. A tudomány eredményeinek, és az újszerű megoldásoknak hazai adaptációját elkötelezetten támogatta, így például a membrántechnológia szennyvíztechnológiai alkalmazásának hazai kezdeményezése is a nevéhez köthető.
A Magyar Víziközmű Szövetség életmű díjának (Reiter Ferenc díj) átadásakor az alábbiakat mondta beszédében: „… csak arra vagyok büszke, hogy kiváló tudósok, nemzetközi hírű mérnökök és a „zászlót” továbbvivő szakemberek kerültek ki a „csapatomból”….”
A Magyar Víz- és Szennyvíztechnikai Szövetség 2017-ben Dr. Benedek Pálról települési vízgazdálkodási innovációs díjat alapított közép- és általános iskolás diákok számára. 2017-től az Aranyfedlap díjat a Szövetség Dr Benedek Pálra nevezte át.

## Díjai, elismerései
- Honorary Member (IAWPRC, 1990)
- Reitter Ferenc-díj (a Magyar Víziközmű Szövetség életmű díja, 2001)
- Arany Fedlap díj (Magyar Szennyvíztechnikai Szövetség)
- Örökös Mérnöki Kamarai Tag (Budapesti és Pest egyei Mérnöki Kamara, 2006)
- Eötvös Loránd-díj
- A Magyar Érdemrend tisztikeresztje (2013)

## Főbb publikációi
- Benedek, P.- Farkas, P.: Über die Betriebsparameter des Belebtschlammverfahrens. GWF, 44. (1968)
- Benedek, P.- Litheráthy, P. szerk.: Vízminőség-szabályozás a környezetvédelemben. Budapest, Műszaki Kiadó, (1979)
- Benedek, P.- László, F.: A large international river: the Danube, IAWPR/Pergamon Press, Progr.Water Technol., 	Cincinnati, 1980, 13, 61.
- Benedek, P.: New trends in water quality management. IAWPR/Pergamon Press, Water Sci. Technol. (London), 1982, 14, p. 47.
- Benedek, P.: River Danube Pollution and Its Risk Assessment. In Risk Assessment of Chemicals in the 	Environment. Edited by Mervyn L. Richardson. Royal Society of Chemistry, 1988.
- Benedek, P.: Biotechnológia a környezetvédelemben. Műszaki Könyvkiadó, Budapest, 1990.
- Benedek, P., Valló S.: Víztisztítás - szennyvíztisztítás zsebkönyv. 4. átdolgozott kiadás. Műszaki Könyvkiadó, Budapest, 1990

## Szabadalmak
- „Eljárás biológiai szennyvíztisztító rendszerek hatásfokának javítása poralakú abszorbens segítségével” című szabadalom, Országos Találmányi Hivatal nyilv. szám: 2687/80.
- „Berendezés magas szervesanyag tartalmú szennyvizek, folyékony hulladékok többlépcsős anaerob biológiai tisztítása”, című szabadalom, Országos Találmányi Hivatal nyilv. szám: 7593/90.
- „Eljárás szennyezett nyersvízből történő ivóvíz előállítására, aktivált derítés segítségével”, című szabadalom, lajstromszám: 184.019
- „Eljárás szeméttelepek szerves anyagaiból keletkező biogázok kinyerésére” című szabadalom, Országos Találmányi Hivatal lajstromszám: 209 113
- „Eljárás nitrát eltávolítására természetes vízkészletekből” című szabadalom, Országos Találmányi Hivatal lajstromszám: 186.653
- „Eljárás, magas szervesanyag tartalmú szenny- és hulladékvizek anaerob-aerob biológiai tisztítására” című szabadalom, Országos Találmányi Hivatal nyilv.tartási szám: 7594/90